# La Haye (Vosges)
Pour les articles homonymes, voir Haye.
La Haye est une commune française située dans le département des Vosges, en région Grand Est.

### Localisation

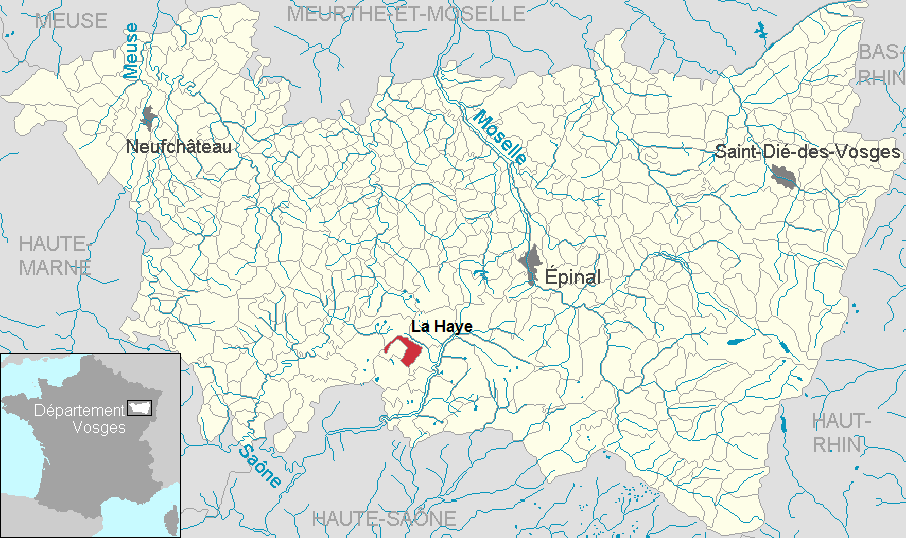
Localisation départementale.

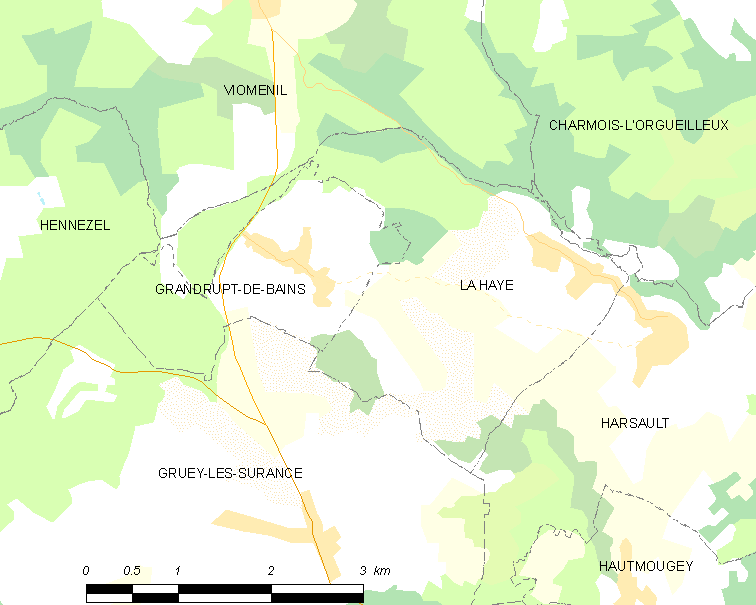
Situation géographique de La Haye.

## Géographie

### Sismicité
Commune située dans une zone 3 de sismicité modérée,.

### Communes limitrophes
| Vioménil           | Escles                               | Charmois-l'Orgueilleux |
| Grandrupt-de-Bains | La Haye                              |                        |
| Gruey-lès-Surance  | Gruey-lès-Surance, La Vôge-les-Bains | La Vôge-les-Bains      |

### Hydrographie et les eaux souterraines
Hydrogéologie et climatologie : Système d’information pour la gestion des eaux souterraines du bassin Rhin-Meuse :
Territoire communal : Occupation du sol (Corinne Land Cover); Cours d'eau (BD Carthage),
Géologie : Carte géologique; Coupes géologiques et techniques,
 Hydrogéologie : Masses d'eau souterraine; BD Lisa; Cartes piézométriques.
La commune est située dans le bassin versant de la Saône au sein du bassin Rhône-Méditerranée-Corse. Elle est drainée par le ruisseau des Cailloux, le ruisseau des Bocards et le ruisseau Grandrupt.

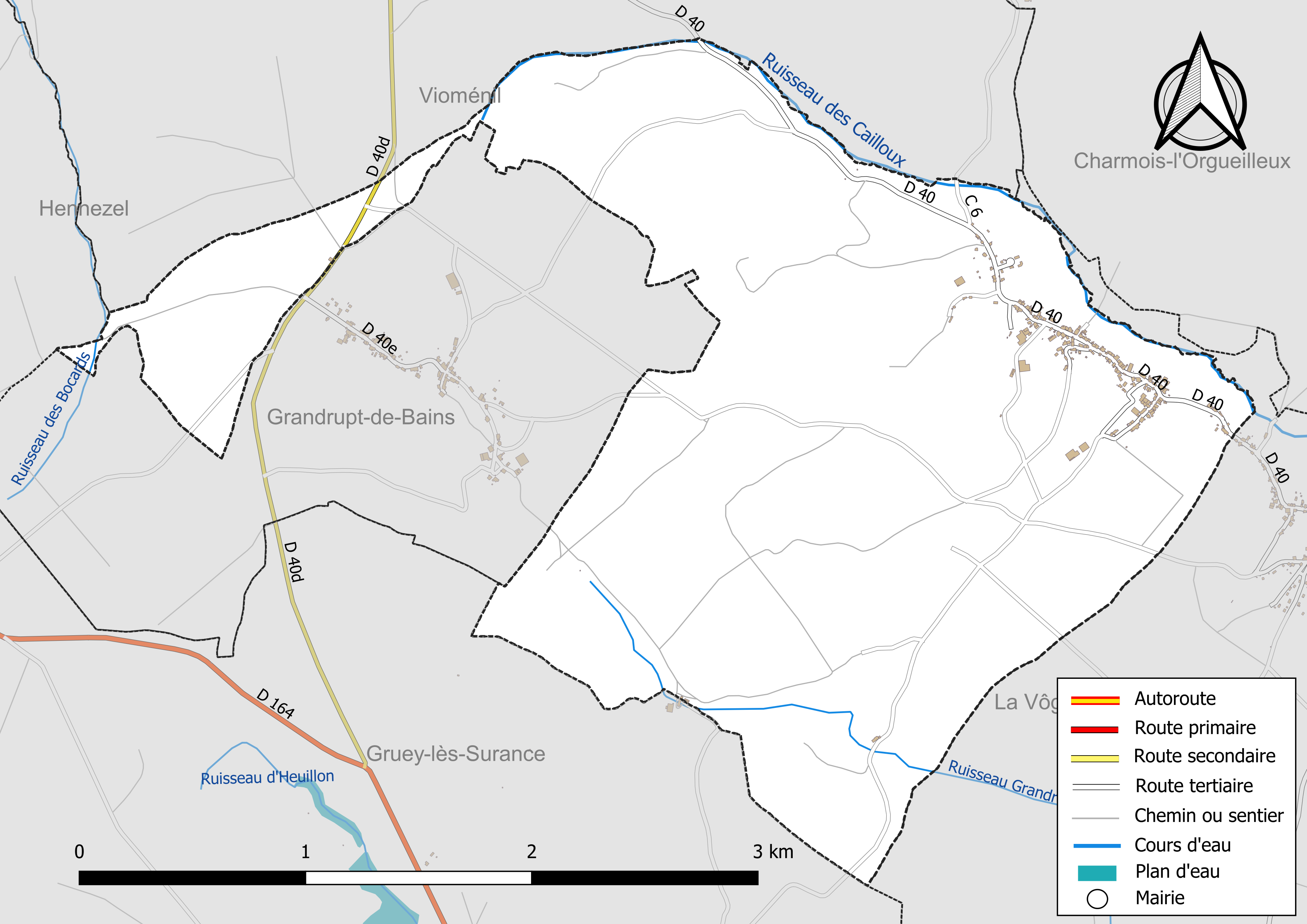
Réseaux hydrographique et routier de la Haye.

La qualité des eaux de baignade et des cours d’eau peut être consultée sur un site dédié géré par les agences de l’eau et l’Agence française pour la biodiversité.

### Climat
Pour des articles plus généraux, voir Climat du Grand Est et Climat des Vosges.
En 2010, le climat de la commune est de type climat de montagne, selon une étude du Centre national de la recherche scientifique s'appuyant sur une série de données couvrant la période 1971-2000. En 2020, Météo-France publie une typologie des climats de la France métropolitaine dans laquelle la commune est exposée à un climat semi-continental et est dans la région climatique  Lorraine, plateau de Langres, Morvan, caractérisée par un hiver rude (1,5 °C), des vents modérés et des brouillards fréquents en automne et hiver. 
Pour la période 1971-2000, la température annuelle moyenne est de 9,6 °C, avec une amplitude thermique annuelle de 17,1 °C. Le cumul annuel moyen de précipitations est de 1 085 mm, avec 12,9 jours de précipitations en janvier et 10,1 jours en juillet. Pour la période 1991-2020, la température moyenne annuelle observée sur la station météorologique de Météo-France la plus proche, « Bains », sur la commune de La Vôge-les-Bains à 7 km à vol d'oiseau, est de 10,5 °C et le cumul annuel moyen de précipitations est de 1 356,7 mm. 
La température maximale relevée sur cette station est de 40,8 °C, atteinte le 25 juillet 2019 ; la température minimale est de −21,4 °C, atteinte le 24 décembre 2001,,. 
Les paramètres climatiques de la commune ont été estimés pour le milieu du siècle (2041-2070) selon différents scénarios d'émission de gaz à effet de serre à partir des nouvelles projections climatiques de référence DRIAS-2020. Ils sont consultables sur un site dédié publié par Météo-France en novembre 2022.

## Urbanisme

### Typologie
Au 1er janvier 2024, La Haye est catégorisée commune rurale à habitat dispersé, selon la nouvelle grille communale de densité à sept niveaux définie par l'Insee en 2022.
Elle est située hors unité urbaine et hors attraction des villes,.

### Occupation des sols
L'occupation des sols de la commune, telle qu'elle ressort de la base de données européenne d’occupation biophysique des sols Corine Land Cover (CLC), est marquée par l'importance des territoires agricoles (60 % en 2018), en diminution par rapport à 1990 (61,3 %). La répartition détaillée en 2018 est la suivante : 
forêts (34,9 %), prairies (22,5 %), terres arables (20,3 %), zones agricoles hétérogènes (17,1 %), zones urbanisées (5,2 %). L'évolution de l’occupation des sols de la commune et de ses infrastructures peut être observée sur les différentes représentations cartographiques du territoire : la carte de Cassini (XVIIIe siècle), la carte d'état-major (1820-1866) et les cartes ou photos aériennes de l'IGN pour la période actuelle (1950 à aujourd'hui).

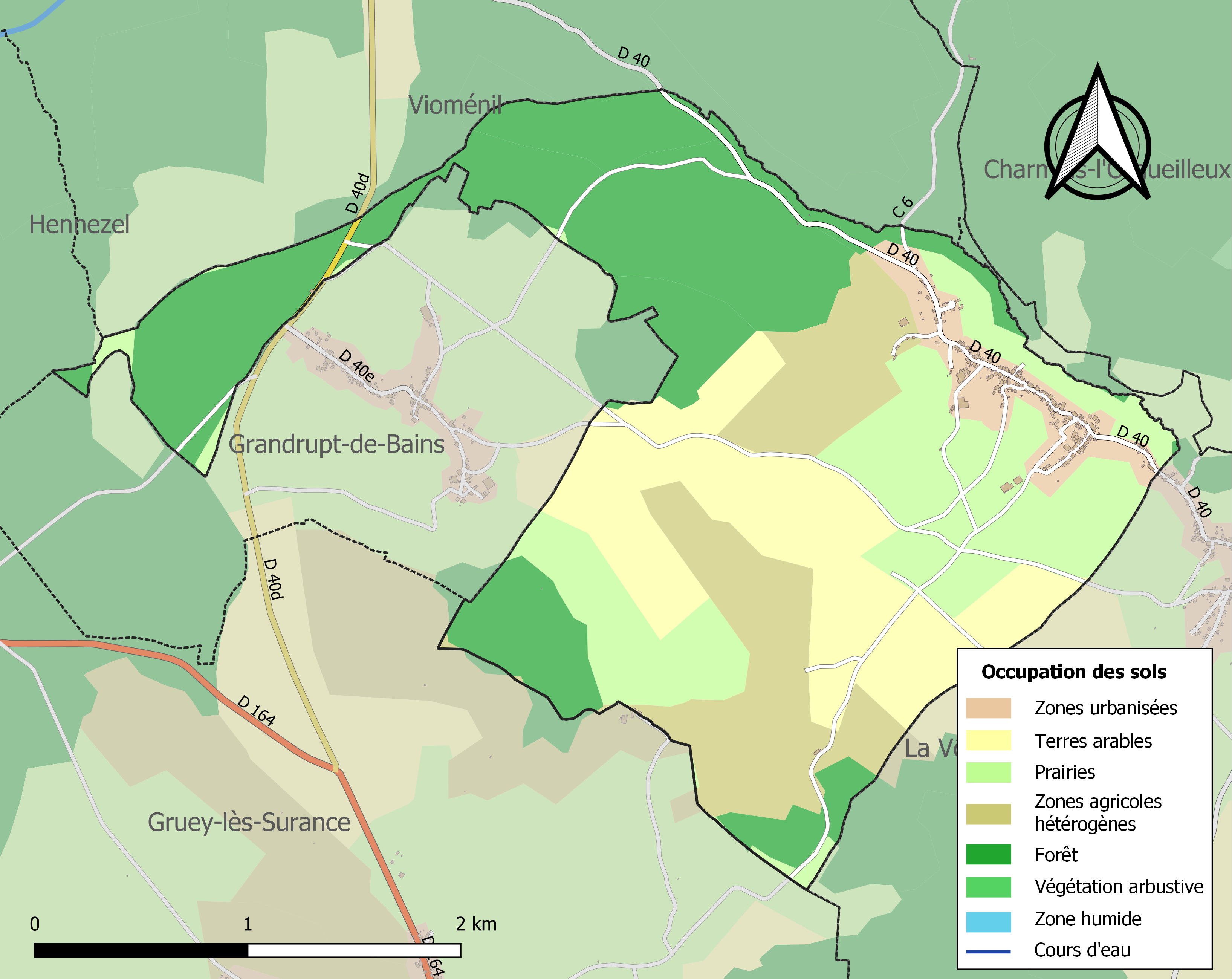
Carte des infrastructures et de l'occupation des sols de la commune en 2018 (CLC).

## Toponymie
Le nom de la localité est attesté sous les formes La Haye (1611) ; Baye (1656) ; Haye.

Il est possible de donner au toponyme le sens de forêt. En effet, il peut s'agir d'une ancienne forme du mot haie, du francique hagja. La toponymie médiévale montre que ce nom a souvent été donné aux bois clôturées dès le haut Moyen Âge. L'emploi du mot haye dans les anciens toponymes indique la présence d'un bois ou d'une forêt.

## Histoire
Le toponyme de La Haye ne semble pas attesté avant 1611. La Haye appartenait avant 1793 à la Franche-Comté, bailliage de Darney et du marquisat de Vauvillers. La Haye était une terre de surséance. La commune fit d'abord partie de l'arrondissement de Mirecourt puis fut rattachée à l'arrondissement d'Épinal en 1823.
La Haye appartenait au spirituel à la paroisse d'Harsault. L'église paroissiale, dédiée à saint Augustin, a été construite en 1868 mais ce n'est qu'en 1871  que la paroisse est indépendante.
La mairie et les écoles ont été construites en 1831.

## Politique et administration
| Période                                  | Période                       | Identité                    | Étiquette | Qualité                                                                |
| ---------------------------------------- | ----------------------------- | --------------------------- | --------- | ---------------------------------------------------------------------- |
| Les données manquantes sont à compléter. |                               |                             |           |                                                                        |
|                                          |                               | Céleste Thiétry (1894-1956) |           | Agriculteur                                                            |
| 1947                                     | juin 1995                     | Paul Didier                 |           | Négociant, conseiller général du canton de Bains-les-Bains (1958-1994) |
| juin 1995                                | mars 2008                     | André Aubry (1935-2019)     |           | Agriculteur                                                            |
| mars 2008                                | En cours (au 18 février 2015) | Patrick Casadevall          |           |                                                                        |

### Budget et fiscalité 2022

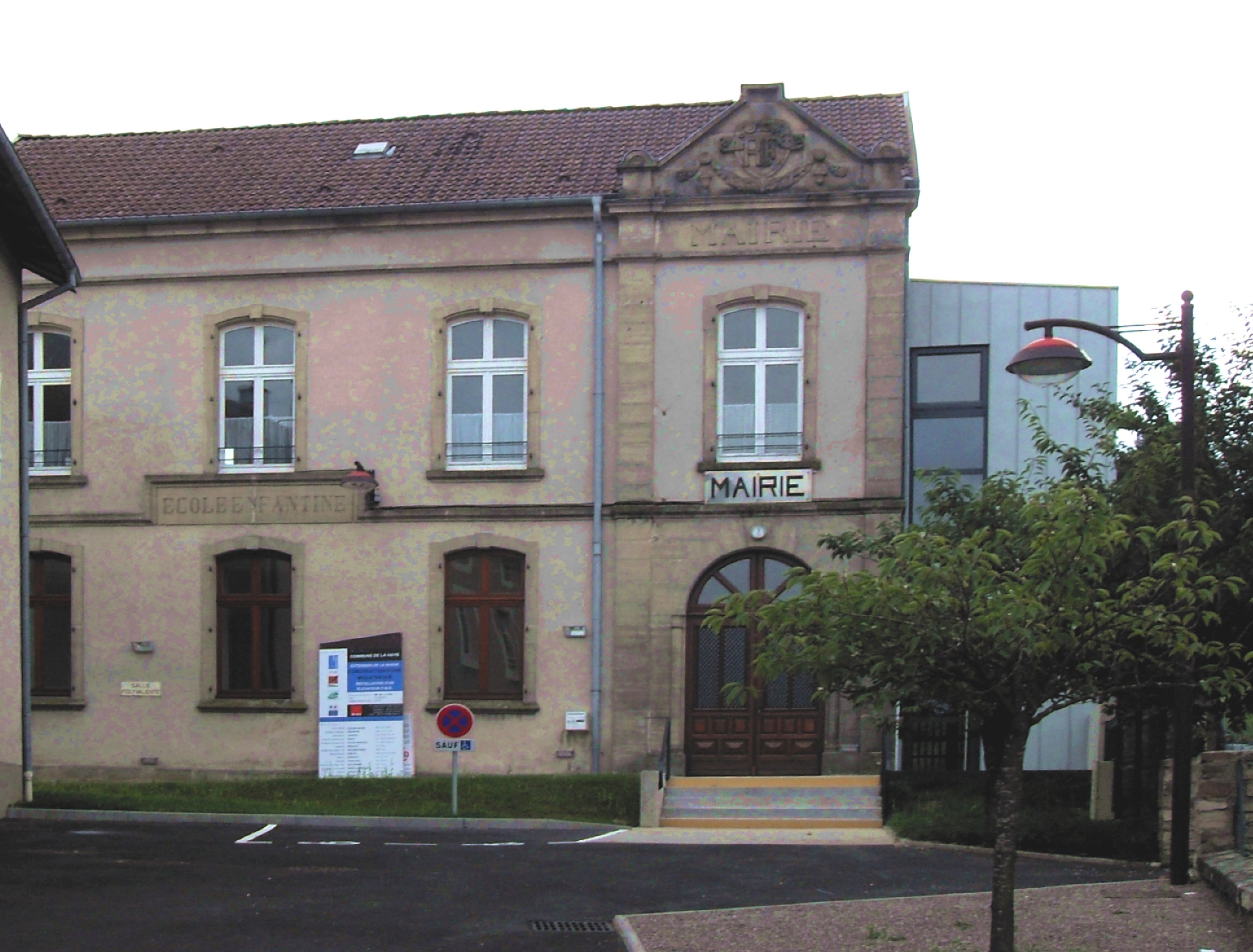
La mairie de La Haye.

En 2022, le budget de la commune était constitué ainsi :
- total des produits de fonctionnement : 168 000 €, soit 1 341 € par habitant ;
- total des charges de fonctionnement : 188 000 €, soit 1 506 € par habitant ;
- total des ressources d'investissement : 106 000 €, soit 847 € par habitant ;
- total des emplois d'investissement : 174 000 €, soit 1 390 € par habitant ;
- endettement : 98 000 €, soit 783 € par habitant.

Avec les taux de fiscalité suivants :
- taxe d'habitation : 9,18 % ;
- taxe foncière sur les propriétés bâties : 38,34 % ;
- taxe foncière sur les propriétés non bâties : 15,92 % ;
- taxe additionnelle à la taxe foncière sur les propriétés non bâties : 0,00 % ;
- cotisation foncière des entreprises : 0,00 %.

Chiffres clés Revenus et pauvreté des ménages en 2021 : médiane en 2021 du revenu disponible, par unité de consommation : 19 020 €.

## Population et société

### Démographie

#### Évolution démographique
L'évolution du nombre d'habitants est connue à travers les recensements de la population effectués dans la commune depuis 1793. Pour les communes de moins de 10 000 habitants, une enquête de recensement portant sur toute la population est réalisée tous les cinq ans, les populations de référence des années intermédiaires étant quant à elles estimées par interpolation ou extrapolation. Pour la commune, le premier recensement exhaustif entrant dans le cadre du nouveau dispositif a été réalisé en 2004.

En 2022, la commune comptait 134 habitants, en évolution de +21,82 % par rapport à 2016 (Vosges : −2,96 %, France hors Mayotte : +2,11 %).
| 1793 | 1800 | 1806 | 1821 | 1831 | 1836 | 1841 | 1846 | 1856 |
| ---- | ---- | ---- | ---- | ---- | ---- | ---- | ---- | ---- |
| 446  | 502  | 541  | 534  | 668  | 728  | 800  | 818  | 800  |

| 1861 | 1866 | 1876 | 1881 | 1886 | 1891 | 1896 | 1901 | 1906 |
| ---- | ---- | ---- | ---- | ---- | ---- | ---- | ---- | ---- |
| 833  | 825  | 821  | 805  | 770  | 719  | 683  | 662  | 625  |

| 1911 | 1921 | 1926 | 1931 | 1936 | 1946 | 1954 | 1962 | 1968 |
| ---- | ---- | ---- | ---- | ---- | ---- | ---- | ---- | ---- |
| 582  | 438  | 379  | 343  | 321  | 275  | 234  | 220  | 188  |

| 1975 | 1982 | 1990 | 1999 | 2004 | 2006 | 2009 | 2014 | 2019 |
| ---- | ---- | ---- | ---- | ---- | ---- | ---- | ---- | ---- |
| 154  | 124  | 117  | 118  | 123  | 124  | 139  | 116  | 125  |

| 2022 | - | - | - | - | - | - | - | - |
| ---- | - | - | - | - | - | - | - | - |
| 134  | - | - | - | - | - | - | - | - |

### Enseignement
Établissements d'enseignements :
- Écoles maternelles et primaires à Hennezel, Charmois-l'Orgueilleux, Escles, La Vôge-les-Bains, La Chapelle-aux-Bois.
- Collèges à La Vôge-les-Bains, Xertigny, Vauvillers, Monthureux-sur-Saône, Dompaire.
- Lycées à La Vôge-les-Bains, Harol, Épinal, Saint-Loup-sur-Semouse.

### Santé
Professionnels et établissements de santé : 
- Médecins à Charmois-l'Orgueilleux, Bains-les-Bains, Lerrain, Fontenoy-le-Château, Darney.
- Pharmacies à Hennezel, Bains-les-Bains, Lerrain, Fontenoy-le-Château, Darney.
- Hôpitaux à Ville-sur-Illon, Xertigny, Épinal.

### Cultes
- Culte catholique, Paroisse Saint-Colomban-en-Vôge[28], Diocèse de Saint-Dié.

## Économie

### Entreprises et commerces

#### Agriculture
- Culture d'autres fruits d'arbres ou d'arbustes et de fruits à coque.
- Élevage de vaches laitières.
- Élevage d'autres bovins et de buffles.

#### Tourisme
- Hébergements et restauration à Xertigny, Bains-les-Bains, Claudon, Dombasle-devant-Darney.

#### Commerces
- Commerces et services de proximité.

## Culture locale et patrimoine

### Lieux et monuments
- Mairie et anciennes écoles (1831),
- Église Saint-Augustin (1868)[29],[30],
- Monument aux morts (1920)[31],
- Cimetière[32],

Croix de cimetière,
- Fontaine de la Voyrotte,
- Étang des Cailloux[34],[35],
- Le service régional de l'Inventaire général du patrimoine culturel a réalisé une enquête thématique régionale (architecture rurale de Lorraine : Vôge méridionale)[36],[37],[38]

### Personnalités liées à la commune
- Anne Fontaine, réalisatrice du long-métrage Marvin ou la Belle Éducation, inspiré du livre d'Édouard Louis En finir avec Eddy Bellegueule.

## Pour approfondir